# Thonny
Thonny è un ambiente di sviluppo integrato (IDE) open source progettato per aiutare i principianti a imparare a programmare in Python. È stato creato nel 2014 da Aivar Annamaa, un programmatore estone, presso l'Institute of Computer Science dell'Università di Tartu, Estonia.
Offre diverse funzionalità che aiutano i programmatori, specialmente i principianti, a capire come funziona il loro codice:
- Esecuzione Passo per Passo: permette di eseguire il codice riga per riga.
- Valutazione delle Espressioni: Gli utenti possono valutare singole espressioni una alla volta, comprendendo così come vengono calcolati i valori e come le variabili si aggiornano durante l'esecuzione.
- Visualizzazione dello Stack delle Chiamate: Thonny fornisce una rappresentazione visiva dello stack delle chiamate, aiutando a capire il flusso del programma e l'interazione tra le funzioni.
- Concetti di Riferimenti e Heap: Una modalità speciale spiega come le variabili puntano a oggetti in memoria e come questi oggetti sono gestiti nell'heap, facilitando la comprensione della gestione della memoria in Python.

## Caratteristiche
Ecco un elenco delle caratteristiche principali di Thonny:
- Interfaccia intuitiva ideale per principianti e studenti.
- Debugger integrato facile da usare, che permette di eseguire il codice passo per passo.
- Evidenzia automaticamente gli errori di sintassi, facilitando la correzione.
- Supporta il completamento automatico del codice per scrivere più velocemente e ridurre gli errori.
- Mostra come le variabili cambiano durante l'esecuzione del programma.
- Fornisce una visualizzazione dettagliata dello stack delle chiamate.
- Permette di valutare singole espressioni passo per passo.
- Compatibile con MicroPython, utile per programmare microcontrollori.
- Visualizza come le variabili puntano a oggetti in memoria e come questi sono gestiti nell'heap.
- Permette di eseguire interi script Python e vedere i risultati immediatamente.
- Possibilità di eseguire e gestire file su macchine remote tramite SSH.

## Piattaforme supportate
Thonny è disponibile per Linux, Windows e MacOS. È disponibile sia come un pacchetto binario che include l'interprete Python o come pacchetto installable tramite pip. Può essere installato tramite il gestore pacchetti ufficiale su Debian, Raspberry Pi OS, Ubuntu e Fedora e molte altre distribuzioni linux.

## Recensioni
Thonny ha ricevuto numerose recensioni positive sia dalla comunità Python che dal mondo dell'istruzione. È stato consigliato in diversi MOOC di programmazione. Da giugno 2017 è incluso in modo prefedinito nella distribuzione ufficiale del sistema operativo Raspberry Pi OS .